# ویلیام ئی تارنتن
ویلیام ئی تارنتن (به انگلیسی: William Edgar Thornton) فضانورد اهل ایالات متحده آمریکا است که در ۱۴ آوریل ۱۹۲۹ میلادی در فایسون، کارولینای شمالی زاده شد. وی در مأموریت اس‌تی‌اس-۸، اس‌تی‌اس-۵۱-بی حضور داشته است.